# Preis der Internationalen Hermann Hesse Gesellschaft
Der Preis der Internationalen Hermann Hesse Gesellschaft ist ein seit 2017 vergebener deutscher Literaturpreis, der von der Internationalen Hermann Hesse Gesellschaft e. V. alle zwei Jahre verliehen wird. Er ist mit 10.000 Euro dotiert. 
Der Preis ist nicht zu verwechseln mit dem Karlsruher Hermann-Hesse-Literaturpreis und dem Internationalen Hermann-Hesse-Preis, der seit 1990 von der Calwer Hermann-Hesse-Stiftung verliehen wird.

## Hintergrund
Die Internationale Hermann Hesse Gesellschaft war 2002 anlässlich des 125. Geburtstags Hermann Hesses in Calw gegründet worden mit dem Ziel, „ein weltweites Netzwerk zu schaffen, um die Auseinandersetzung mit dem Werk und der Persönlichkeit Hesses ideell sowie materiell zu fördern“. Die Stadt Calw, die staatliche Akademie für Lehrerfortbildung und der Internationale Studienkreis Baden-Württemberg veranstalteten bereits seit 1977 internationale Hermann-Hesse-Kolloquien und waren Initiatoren zur Gründung der Internationalen Hemann Hesse Gesellschaft. Zu den zahlreichen Aktivitäten zur „Pflege und … Förderung des interkulturellen Dialogs unter Anknüpfung an das Werk Hermann Hesses“ kam 2017 die Stiftung des Preises der Internationalen Hermann Hesse Gesellschaft durch die Enkelin Hesses Sibylle Siegenthaler-Hesse und ihren Mann Hanspeter Siegenthaler. Wissenschaftler, Journalisten oder Publizisten sollen den Preis erhalten, die sich „um das Werk von Hermann Hesse verdient gemacht oder sich im Geiste Hermann Hesses auf nationaler oder internationaler Ebene für den interkulturellen und interreligiösen Dialog eingesetzt haben“.

## Preisträger
- 2017: Adolf Muschg
- 2019: Eugen Drewermann
- 2021: Bärbel Reetz
- 2023: Rüdiger Safranski
- 2025: Michael Kleeberg[5]